# Евангелие от Иоанна (фильм)
«Евангелие от Иоанна» (англ. The Gospel of John) — кинофильм британского режиссёра Филиппа Сэвилла.

## Сюжет
Фильм снят на основе сценария, дословно воспроизводящего Евангелие от Иоанна. Повествует о земной жизни Иисуса Христа от его встречи с Иоанном Крестителем и крещения до явления ученикам.

## В ролях
- Кристофер Пламмер — Рассказчик
- Генри Йен Кьюсик — Иисус Христос
- Стивен Расселл[англ.] — Понтий Пилат
- Алан Ван Спранг — Иуда Искариот
- Стюарт Банс — Иоанн
- Дэниел Каш — Пётр
- Диана Берриман — Мария
- Ричард Ламсден[англ.]
- Мариам Браун — Марта

## Награды
В 2004 году премия «Epiphany Prize» как наиболее вдохновляющий фильм. Две номинации на Джинни.